# Мухин, Николай Александрович
Николай Александрович Мухин (род. 13 июня 1955, Кострома) — советский и российский художник, основатель творческого объединения «Ярославская икона». Член Президиума Российской академии художеств с 1999 года. Член президиума Совета по культуре и искусству при Президенте РФ с 2000 года.
Академик РАХ (2000; член-корреспондент 1997). Народный художник РФ (2005). Лауреат Государственной премии РФ (2011). Член Союза художников СССР с 1985 года.

## Биография
Родился 13 июня 1955 года в Костроме в семье рабочих. Занимался в кружке ИЗО при Костромском дворце пионеров, окончил художественную школу. С 1970 года живёт в Ярославле.
В 1974 году закончил Ярославское художественное училище. С 1985 года член Союза художников СССР. В 2000—2005 годах обучался в МГАХИ им. В. И. Сурикова, в 2008 году защитил там диплом.
В мае 1993 года созданную Н. А. Мухиным годом ранее школу «Ярославская икона» благословил Патриарх Московский и всея Руси Алексий II. Всего же в 1980-х—2000-х годах Николаем Александровичем и его учениками были расписаны 12 православных храмов в России и за её пределами (Сербия, Хорватия, Грузия, Азербайджан, США, Япония, Мальта) — всего около 8000 м² монументальной живописи. Участвовал в росписи Храма Христа Спасителя. С 2015 года — руководитель группы художников, участвующих в оформлении Храма Святого Саввы в Белграде.
Произведения Н. А. Мухина хранятся в Государственной Третьяковской галерее, Ярославском художественном музее, Норильской картинной галерее, Курском художественном музее и ряде других российских и зарубежных музеев, в частных собраниях.
11 марта 2014 года подписал обращение деятелей культуры Российской Федерации в поддержку политики президента РФ В. В. Путина на Украине и в Крыму.

## Семья
- Отец — Мухин Александр Антипович (1919—2006).
- Мать — Мухина Галина Ивановна (1916—1989).
- Дочь — Мухина Надежда Николаевна (род. 1977), художник, кандидат искусствоведения, академик РАХ (2011).
- Сын — Мухин Николай (род. 1995)
- Жена — Мухина Виктория
- Дочь — Мухина Ева (род. 2020)

## Награды и звания
- Орден Почёта (12 апреля 2024) — за большой вклад в развитие отечественной культуры и искусства, многолетнюю плодотворную деятельность[4].
- Орден Дружбы (30 ноября 2011) — за большие заслуги в развитии отечественной культуры и искусства, многолетнюю плодотворную деятельность[5].
- Народный художник Российской Федерации (23 февраля 2005) — за большие заслуги в области искусства[6].
- Заслуженный художник Российской Федерации (1 апреля 1999) — за заслуги в области искусства[7].
- Почётная грамота Президента Российской Федерации (23 июня 2016) — за заслуги в развитии культуры и искусства, многолетнюю плодотворную деятельность[8].
- Орден Сербского флага I степени (2020, Сербия).
- Государственная премия Российской Федерации 2011 года в области литературы и искусства (5 июня 2012) — за вклад в возрождение и развитие традиционных культурных и исторических ценностей[9].
- Медаль «За труды во благо земли Ярославской» II степени (2 июня 2015) — за большой личный вклад в развитие культуры и искусства в Ярославской области
- Орден Сергия Радонежского III степени (1999).
- Орден Андрея Рублёва  (2005)
- Орден Сербской православной церкви Св. Кантакузины Екатерины I степени
- Золотая медаль РАХ (2000).
- Почётный знак Св. Луки (1994).
- Диплом Академии художеств СССР (1992).
- Награждён Почётными грамотами, удостоен других знаков отличия.
- Медаль «За труды во благо земли Ярославской» II степени (9 июня 2015 года)[10].